# Ali Can

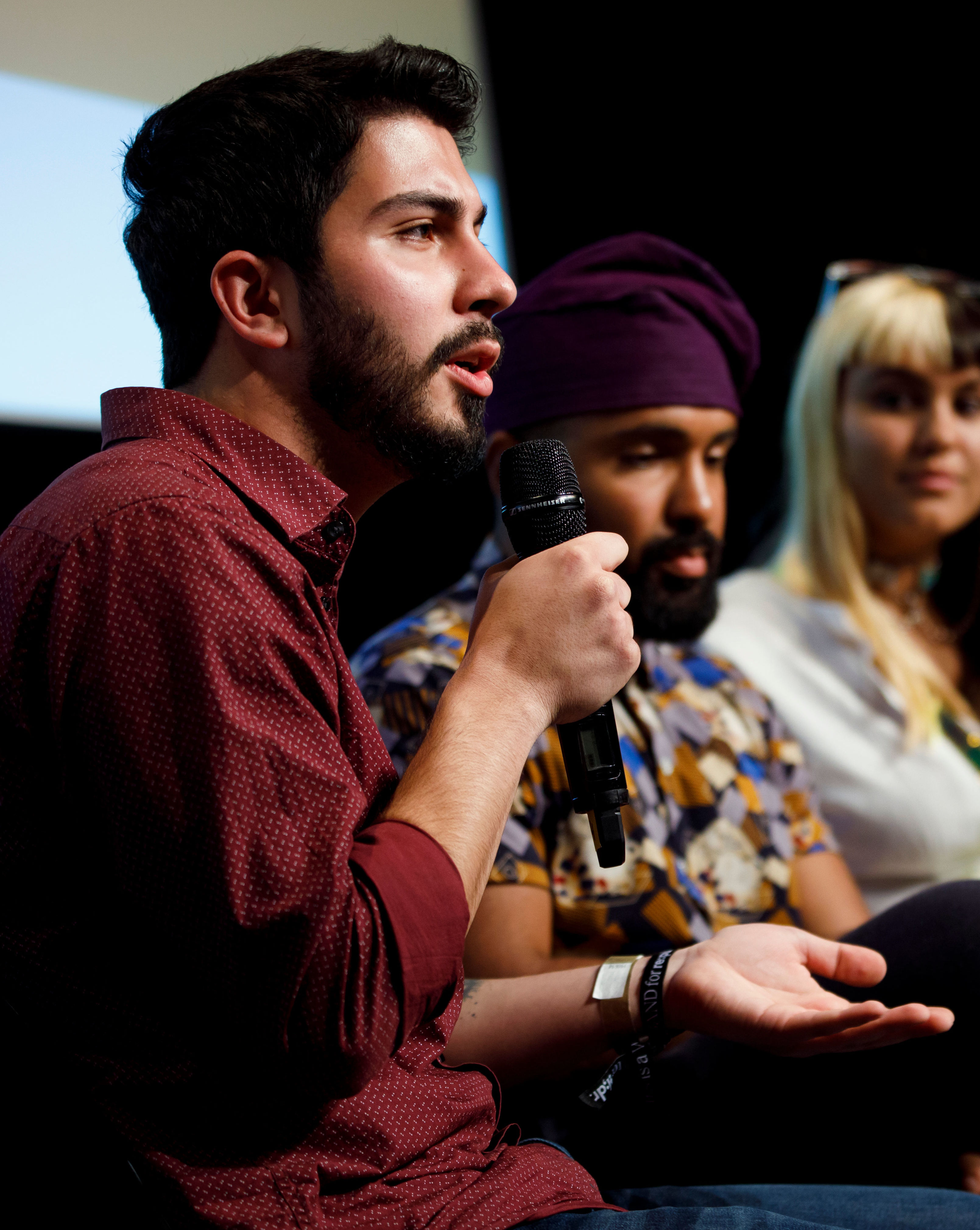
Ali Can, 2019

Ali Can (* 31. Oktober 1993 in Pazarcık, Türkei) ist ein deutscher Sozialaktivist.

## Leben
Ali Can ist der älteste Sohn einer immigrierten, türkisch-kurdisch alevitischen Familie aus der südöstlichen türkischen Provinz Kahramanmaraş. Im Alter von zwei Jahren suchten seine Eltern nach Diskriminierung von kurdischen Aleviten 1995 Asyl in Deutschland. Can wuchs in Warendorf auf.  2006 erhielt die Familie eine Aufenthaltserlaubnis. Zwei Jahre später zog sie nach Watzenborn-Steinberg, wo die Eltern einen Döner-Imbiss eröffneten. Can absolvierte in der Folge sein Abitur und machte ein Praktikum bei der Unicef-Gruppe in Gießen.
2016 gründete er den Friedensverein Interkultureller Frieden e.V., der sich für ein friedliches Zusammenleben von Menschen unterschiedlicher Religionen, Nationalitäten und Interessen einsetzt. Im gleichen Jahr gründete Can im Rahmen der Flüchtlingskrise nach Besuchen von Veranstaltungen der Pegida und der Alternative für Deutschland die Hotline für besorgte Bürger. Er will mit dem Bürgertelefon Deutschen, die sich vor Flüchtlingen fürchten, die Angst nehmen. Mit der Aktion erreichte Ali  Aufmerksamkeit und veröffentlichte im August 2017 das Buch Hotline für besorgte Bürger: Antworten vom Asylbewerber Ihres Vertrauens. Im September 2016 war Can Gast des ARD-Morgenmagazins, im Dezember 2016 der ARD-Talkshow Maischberger. Im Bundestagswahlkampf 2017 sprach er sich dagegen aus, alle AfD-Anhänger als Nazis und Rassisten abzustempeln.
Nach dem öffentlichen Rücktritt des Fußballspielers Mesut Özil aus der deutschen Fußballnationalmannschaft, bei dem Özils Thematisierung des von ihm erlebten Rassismus in Deutschland zu großem Medienecho sowie einer breiten Diskussion in der Öffentlichkeit führte, rief Can in einem Video zusammen mit Online-Magazine Perspective Daily in Anlehnung an den #MeToo-Hashtag zur Schilderung persönlicher Erlebnisse unter dem Hashtag #MeTwo auf. Während unter #MeToo Frauen mit der Schilderung persönlicher Erfahrungen auf das Ausmaß sexueller Belästigungen und sexueller Übergriffe aufmerksam machten, teilen unter #MeTwo zahlreiche Menschen mit Migrationshintergrund ihre eigene Wahrnehmung von Diskriminierungen im Alltag. Innerhalb weniger Tage teilten zehntausende User den #MeTwo-Hashtag und Medien griffen das Thema international auf.
Can studiert an der Justus-Liebig-Universität Gießen Deutsch und Ethik auf Lehramt.

## Publikationen
- Hotline für besorgte Bürger: Antworten vom Asylbewerber Ihres Vertrauens, Bastei Lübbe, Köln 2017, ISBN 978-3-7857-2604-4.
- Mehr als eine Heimat: Wie ich Deutschsein neu definiere, Duden Bibliographisches Institut, Berlin 2019, ISBN 978-3-411-74732-0.

## Auszeichnungen
- 2016: RTL Com.mit Award in der Kategorie „Publikumspreis“ sowie 2. Platz in der Kategorie „Einzelpersonen“[17]
- 2016: Jugenddemokratiepreis der Bundeszentrale für politische Bildung[18]
- 2022: Verdienstmedaille der Bundesrepublik Deutschland[19]